# Justin.tv
Justin.tv è stata una comunità virtuale fondata a San Francisco da Justin Kan, Emmett Shear, Alsop Louie Partners, Tim Draper e la Y Combinator. Forniva agli utenti tramite registrazione gratuita un servizio di live streaming. Il servizio è stato poi trasferito su Twitch.tv.